# Candy Crush (Fernsehsendung)
Candy Crush war im Jahr 2017 eine amerikanische Spielshow, die auf dem Handyspiel Candy Crush Saga basierte.
Staffel 1 startete am 9. Juli 2017 auf CBS Premiere und wurde von Mario Lopez moderiert. Die Show war eine Coproduktion von Pulse Creative, Spieleentwickler King Digital Entertainment, CBS Television Studios und Lionsgate Television.
Das zweistündige Finale der Staffel  wurde am 2. September 2017 ausgestrahlt. CBS setzte Candy Crush danach trotz Einschaltquoten von bis zu 4 Millionen Zuschauern ab.